# 希達姆堤道橋
希達姆堤道橋（Seedamm）是苏黎世湖最狭窄地区的胡爾登（SZ）和拉珀斯维尔（SG）之间的堤道和桥梁，承載横跨湖泊的公路和铁路。

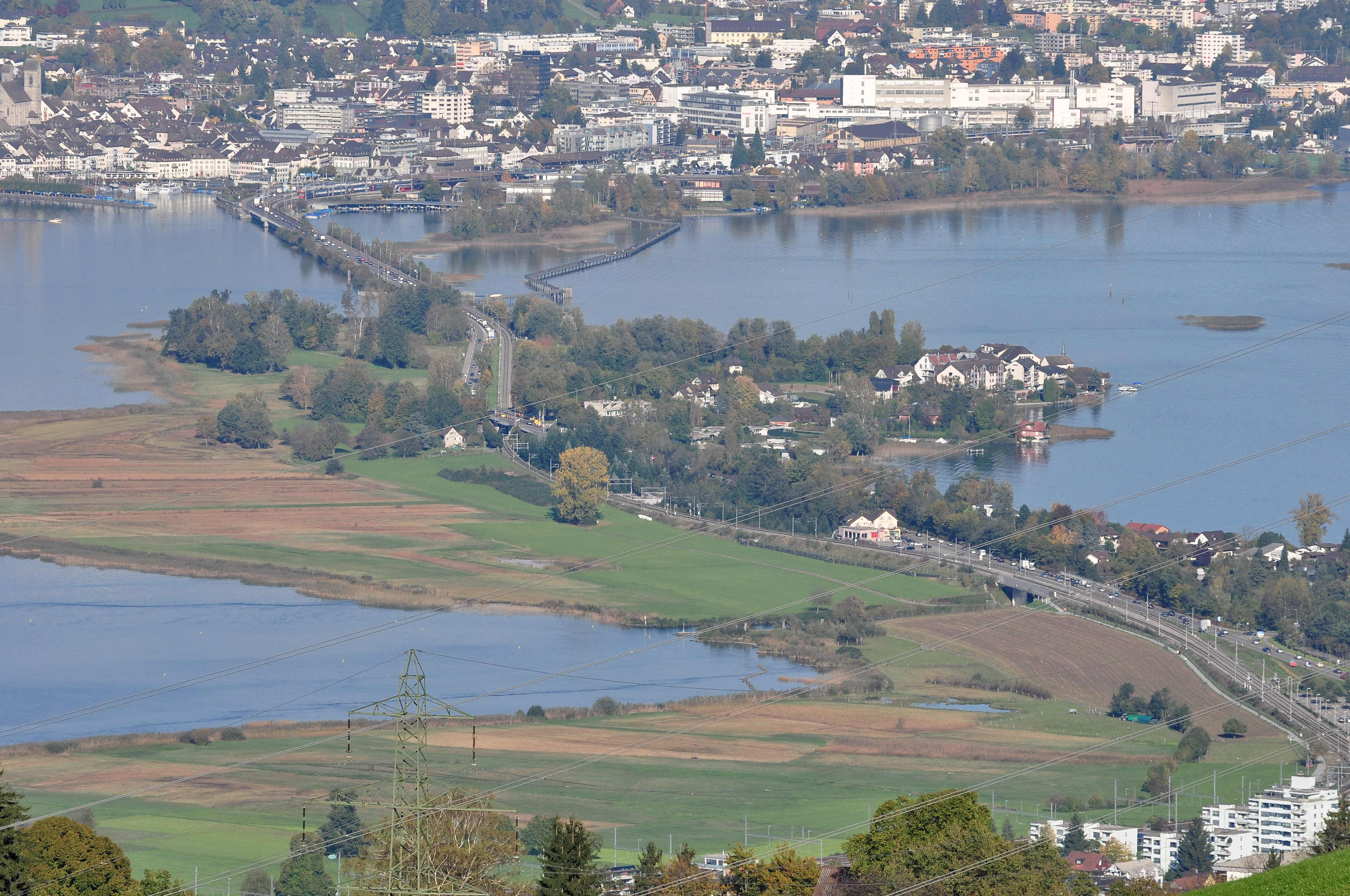
希達姆堤道橋與苏黎世湖上湖：由埃策爾山看，前景分别是Pfäffikon、胡爾登，以及Frauenwinkel区（左側），背景是Kempraten （左側）和拉珀斯維爾 。

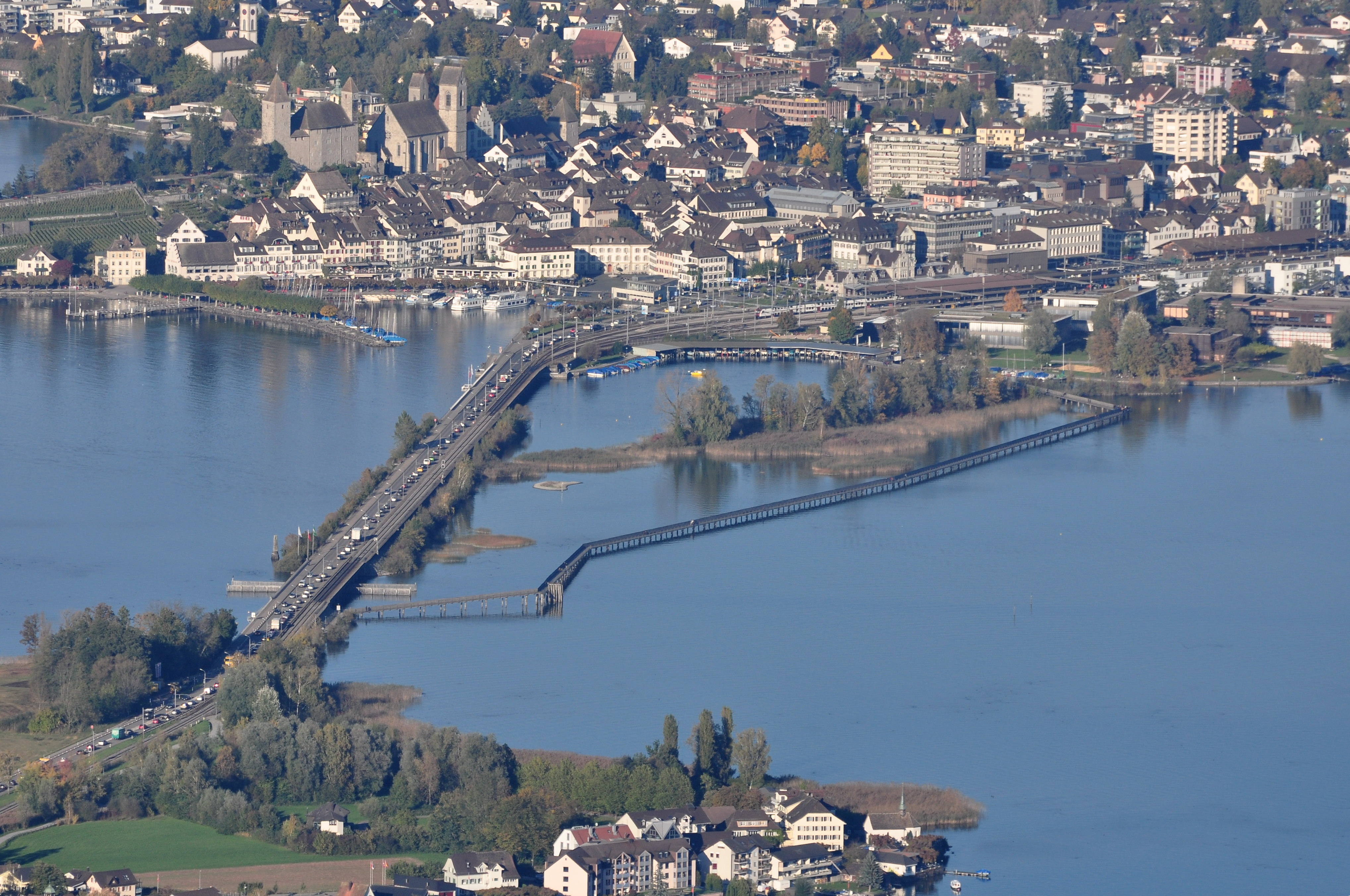
興建於1878年的堤道橋，其右側是通往拉珀斯維爾的木橋，前景是胡爾登。

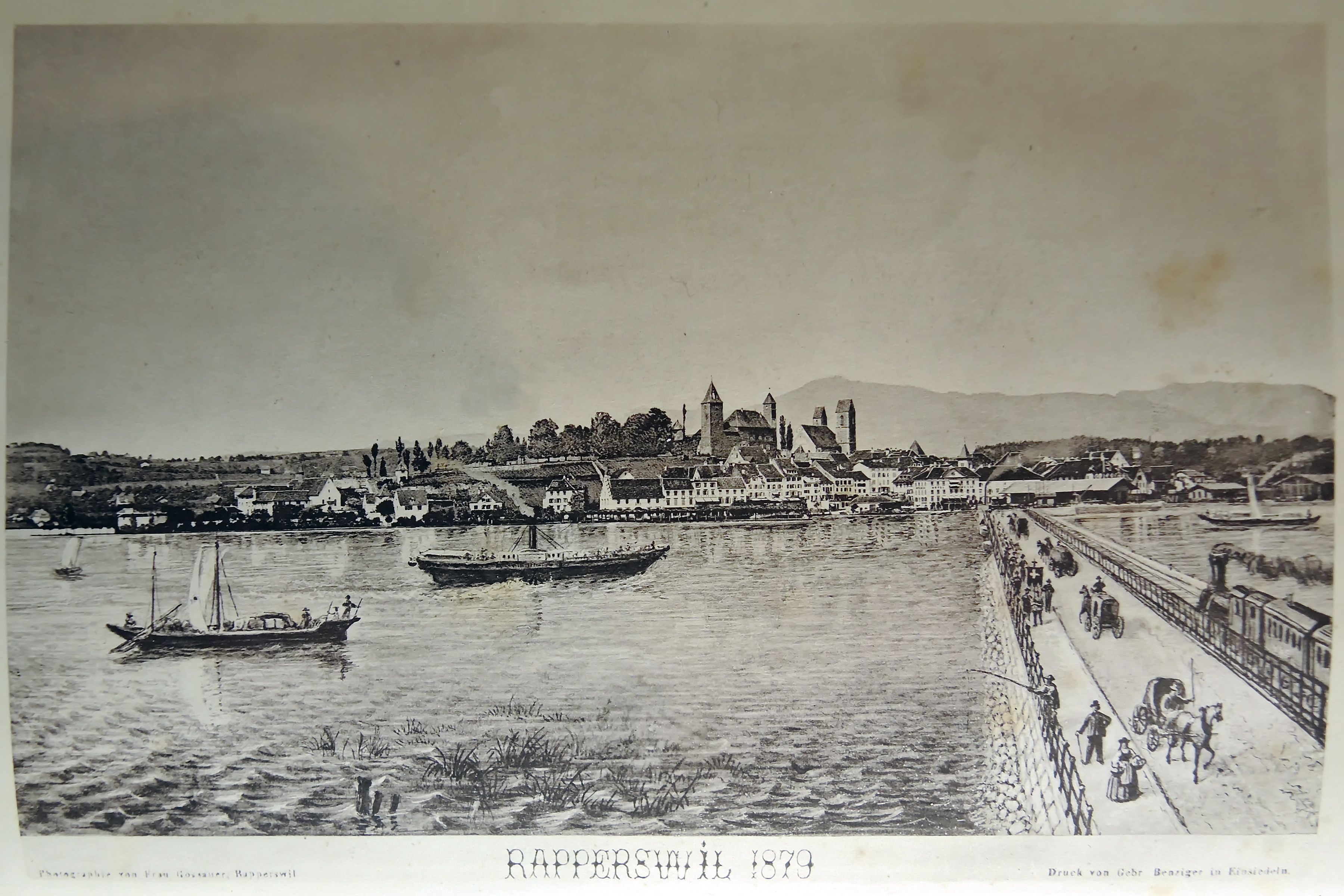
1878年Alwina Gossauer的照片，可見堤道與鐵路，拉珀斯維爾和巴赫特爾山。

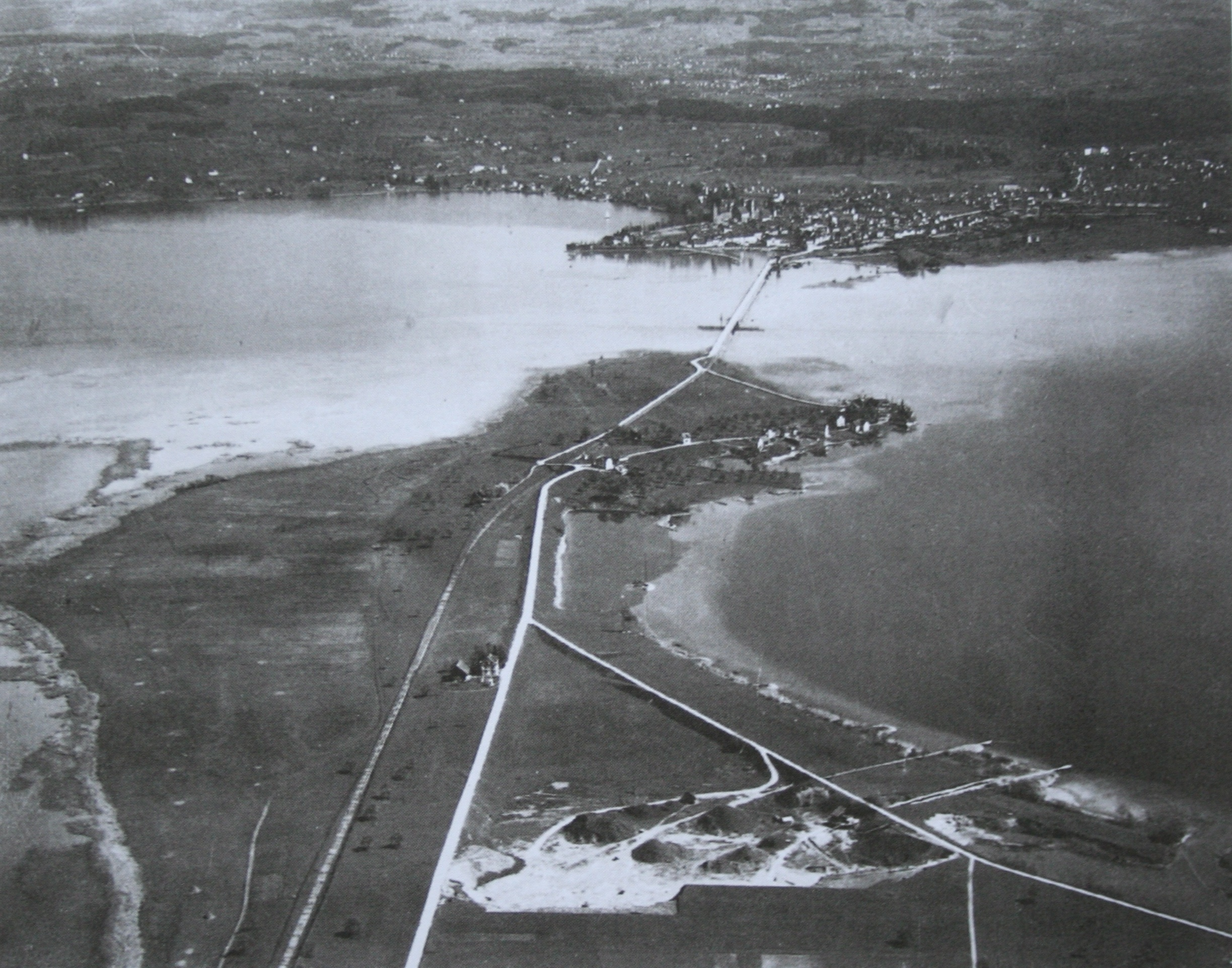
Walter Mittelholzer的航空摄影圖（1929年）

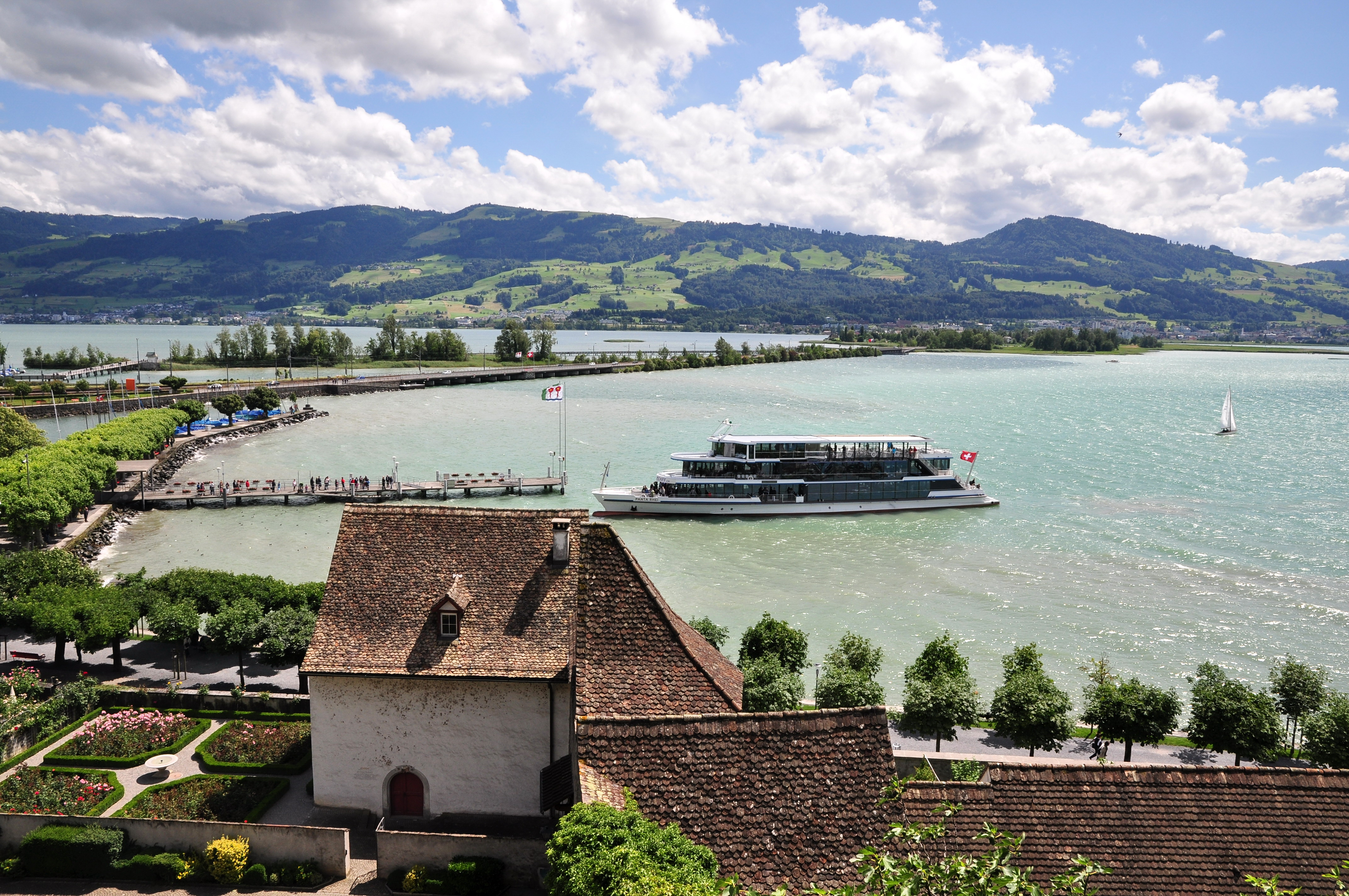
遠住可見希達姆堤道橋

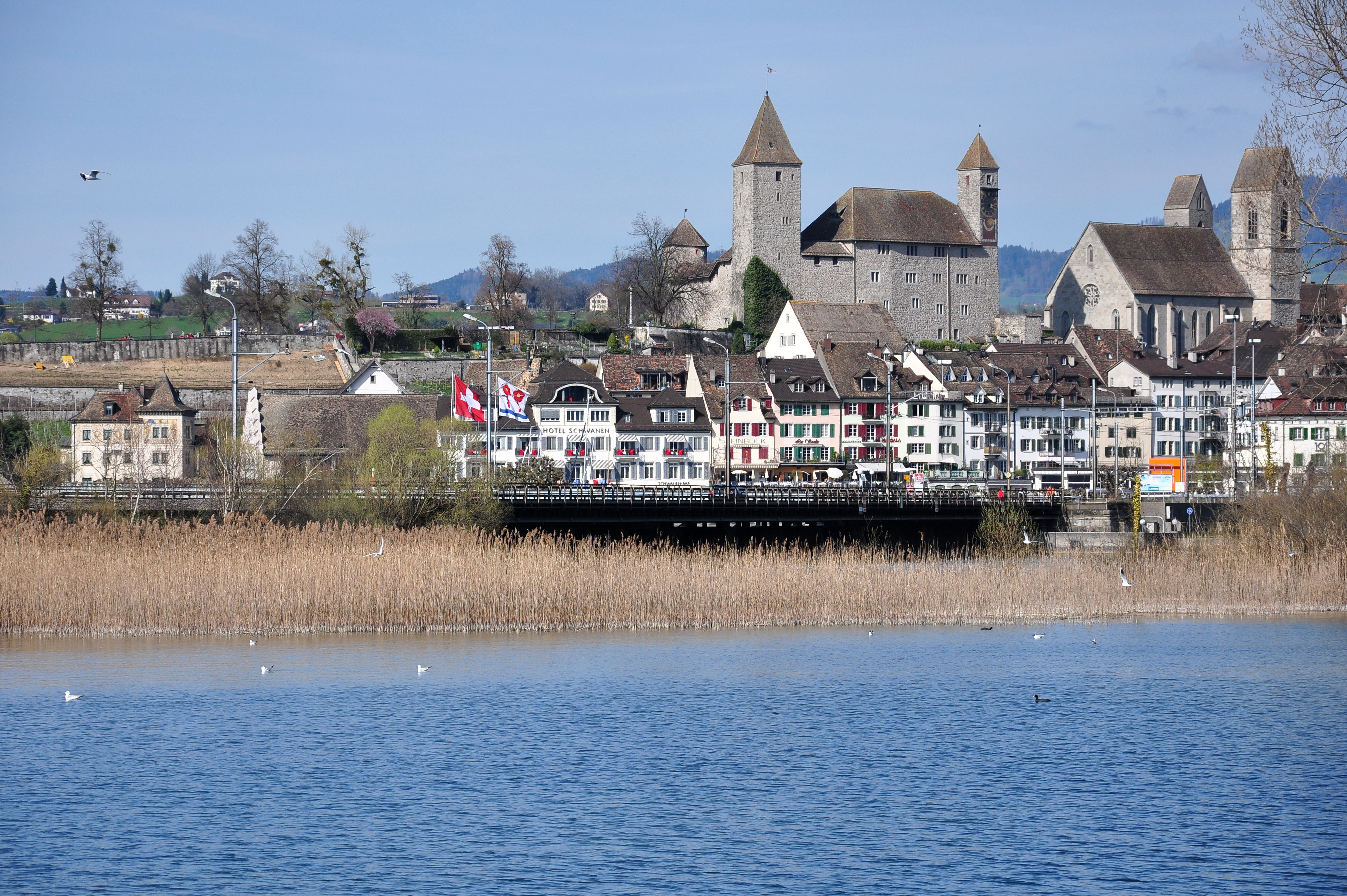
S-BahnZürich S5線通過希達姆堤道橋、拉珀斯維爾城堡、旧城和圣约翰教堂，从HolzbrückeRapperswil-Hurden （木桥）看過去。

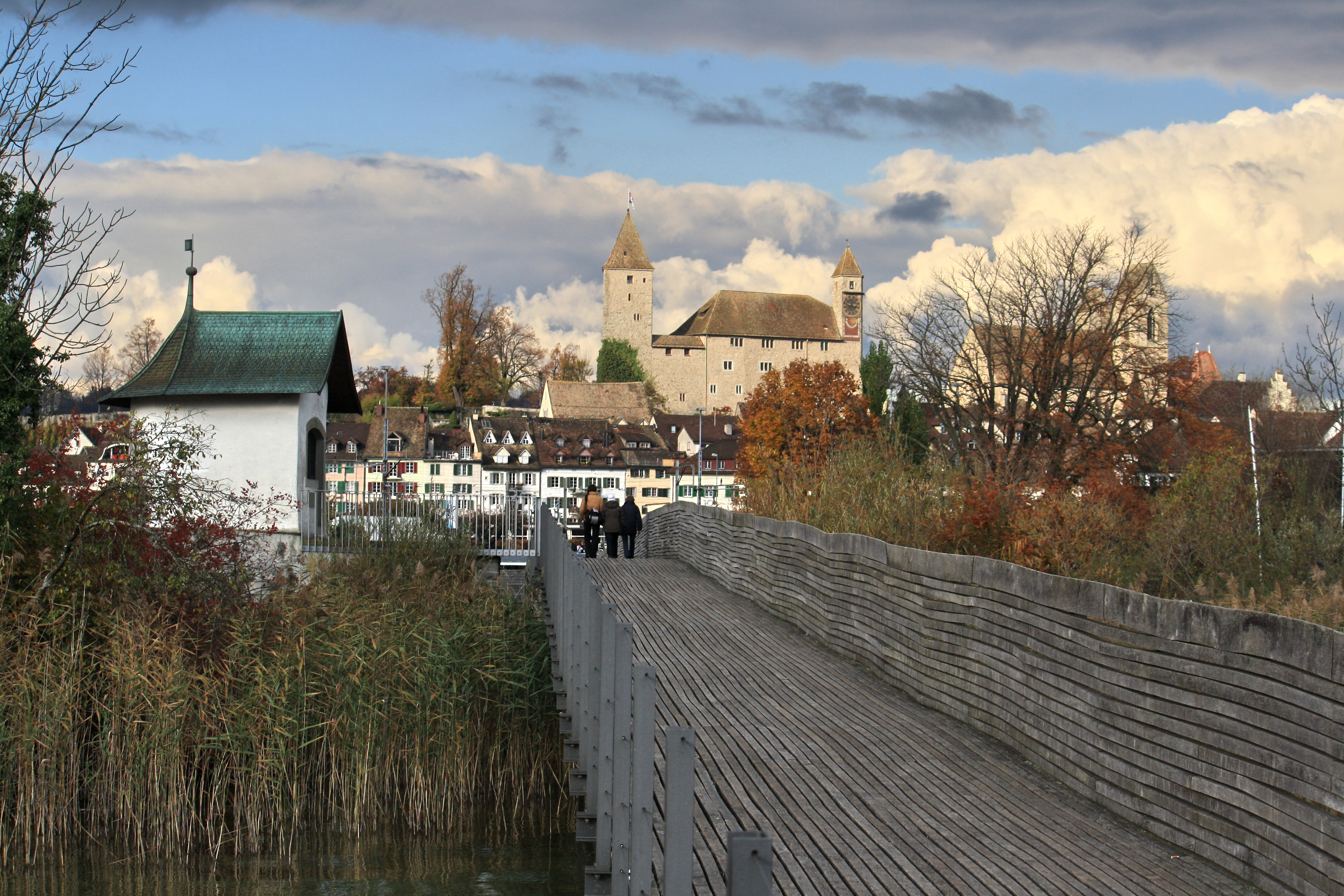
重建的中世纪木桥和Heilig Hüsli（桥教堂），希達姆堤道橋在左邊，背景是拉珀斯韦尔

## 地理位置和位置
希達姆堤道道橋位於冰磧之上，地處瑞士的施維茨州，聖加侖州， 蘇黎世州三州之間。冰磧在蘇黎世湖的南岸形成一個半島（胡爾登（Hurden）村位於其上），拉珀斯韋爾側湖畔的一個小島，一段淺水區域（分隔開蘇黎世湖和它的上湖（奧伯湖）。堤道和橋梁橫跨淺水區，長為1公里，上有公路和鐵路經過。
現代堤道橋的東邊有拉珀斯維爾-胡爾登木橋（行人專用木橋） ，建於2001年，重建了公元前1650年左右湖的東西岸之間的第一座橋梁。位於西南的福勞恩溫克（Frauenwinkel）是泥沼地景。

## 歷史
大约在公元前1650年，第一个木造人行桥在此跨越苏黎世湖兩岸，後來进行了多次重建，直到公元2世纪后期罗马帝国马爾库斯·奥列里烏斯皇帝下令興建6公尺寬的木橋。  在Kempraten的苏黎世湖湖灣有個轉運碼頭，貨物經由羅馬大街、橋梁、蘇黎世湖-奧伯湖-林特河 -瓦伦湖等路徑運輸。史學家記述了一个10世纪的渡口，在本地的史前桥梁未經重建之前，讓朝聖者得以渡湖。1358年，有記載提到了拉珀斯维尔（Rapperswil）和胡爾登（Hurden）之间的擺渡。在1358年和1360年之间，奥地利大公鲁道夫四世在湖上建造了一座木桥，大约1450公尺長，4公尺寬，有546根橡树橋樁，一直使用到1878年。在1430年左右，有記錄提到了从乌芬瑙岛到赫登的一座小木桥，稱為Kilchweg in die Ufenau 。  
1873年，瑞士联邦议会通過興建現有的石造堤道和桥梁。工程于1875年开始，并于1878年完成（同年拆毀木橋）。建造费用总计1,462,000瑞士法郎，其中1,100,000瑞士法郎由拉珀斯维尔市支付。 1878年，苏黎世-哥德鐵路（Zürichsee-Gotthardbahn）建立了从拉珀斯维尔車站經過希達姆的鐵路。 1939年和1951年進行工程加固现在称为希達姆的堤道，以满足不断增长的需求。
由於希達姆的橋梁無法容許較大船隻通過，苏黎世湖上下半部之间的主要航路乃是1942/1943年間興建的胡爾登船渠；該船渠位於胡爾登半島的基部，使得胡爾登村成為在人工島上的村落。該船渠也有鐵公路合造橋（Sternenbrücke）跨過，該橋在2010年3月至2010年11月之间改建，以允许40吨卡车通過。  
2001年，在堤道旁新建了一座木製人行橋，長840公尺，位置與歷史悠久的拉珀斯維爾-胡爾登木橋相同；舊橋連接到建於1551年的Heilig Hüsli橋教堂；該橋是是古老的朝聖之路的一部分，即所謂往愛因西德恩修道院（Einsiedeln Abbey）的雅各布斯維格（Jakobsweg） 。
在21世紀初，每天大約有75列旅客列車和24,000輛車穿越堤道，2016年則平均有26,000輛車通過。